# Los Moreno
Los Moreno är en ort i Mexiko.   Den ligger i kommunen Mexquitic de Carmona och delstaten San Luis Potosí, i den centrala delen av landet, 400 km nordväst om huvudstaden Mexico City. Los Moreno ligger 1 869 meter över havet och antalet invånare är 881.
Terrängen runt Los Moreno är huvudsakligen platt, men västerut är den kuperad. Terrängen runt Los Moreno sluttar österut. Runt Los Moreno är det tätbefolkat, med 570 invånare per kvadratkilometer. Närmaste större samhälle är San Luis Potosí, 11,8 km söder om Los Moreno. Omgivningarna runt Los Moreno är i huvudsak ett öppet busklandskap.